# کارستن لیکیز
کارستن لیکیز (انگلیسی: Carsten Lakies؛ زادهٔ ۸ ژانویهٔ ۱۹۷۱) بازیکن فوتبال اهل آلمان است.
از باشگاه‌هایی که در آن بازی کرده‌است می‌توان به باشگاه فوتبال بایرن مونیخ ۲، باشگاه فوتبال اف‌اس‌وی فرانکفورت، باشگاه فوتبال مانهایم، باشگاه فوتبال کارلسروهه، باشگاه فوتبال دارمشتات ۹۸، باشگاه فوتبال بایرن مونیخ، و باشگاه فوتبال کمنیتس اشاره کرد.